# Velódromo Bicentenario
Das Velódromo Bicentenario ist eine Radrennbahn im mexikanischen Aguascalientes.
Die Radrennbahn wurde im Mai 2010 eröffnet. Die Bahn selbst ist 250 Meter lang und besteht aus Holz. Das Gebäude bedeckt eine Fläche von 65.000 Quadratmetern, und das Dach besteht aus einer aufblasbaren Kuppel. Architekt des Velodroms ist Humberto Encinas Martínez, der für weitere Radrennbahnen in Mexiko verantwortlich zeichnet, wie etwa das Velódromo Panamericano in Tlaquepaque nahe  Guadalajara. Die Bahn selbst wurde von dem US-Amerikaner Peter Junek geplant.
Das Velodrom war mehrfach Austragungsort von internationalen Wettbewerben wie etwa der Panamerikanische Meisterschaften im Bahnradsport 2014, der UCI-Paracycling-Bahnweltmeisterschaften 2014, des dritten Laufes des Bahnrad-Weltcups 2012/13 sowie des zweiten Laufes in der Saison 2013/14. Am 12. September 2015 stellte die US-amerikanische Radsportlerin Molly Shaffer Van Houweling in Aguascalientes mit 46,274 Kilometern einen neuen Stundenweltrekord auf.
Betreiber der Radrennbahn ist das Instituto del Deporte del Estado de Aguascalientes.